# Othelais transversefasciata
Othelais transversefasciata är en skalbaggsart som beskrevs av Stefan von Breuning 1953. Othelais transversefasciata ingår i släktet Othelais och familjen långhorningar. Inga underarter finns listade i Catalogue of Life.